# 蓬田修士
蓬田 修士（よもぎだ しゅうじ、1980年5月27日 - ）は、日本の元音楽家（ボーカル・ギター）。現在は鍼灸師・あん摩マッサージ指圧師として、東京都渋谷区松濤にて開業。日本鍼灸師会正会員。
茨城県水海道市（現在の常総市）出身。茨城県立水海道第一高等学校、中央大学文学部卒業。

## 来歴
中学生時代は生徒会長を務めていた。中学校・高校では柔道部に所属し、部長も務め、個人戦県内準優勝の実績を持つ。1996年3月、中学生の頃に『めちゃ²モテたいッ!』（フジテレビ）に出演。
1999年、中央大学文学部に進学。在学中の2001年、バンドPATCH WORK LIFEを結成。ヨモギダとしてボーカル・ギターを担当。教員免許を得て2003年に中央大学文学部を卒業。2004年、PATCH WORK LIFEのメンバーとしてデビュー。2006年1月に活動休止。同年6月、バンド Darlin' on Stageを結成。2010年8月13日に解散。
2011年、日本鍼灸理療専門学校に入学。2014年3月に同校を卒業し、はり師・きゅう師 並びにあん摩マッサージ指圧師の国家免許を取得。以降都内某所にて鍼灸マッサージ師として就業。2017年3月1日、「渋谷スポンジ」を独立開業。

## 『めちゃイケ』との関わり
『めちゃ²モテたいッ!』（フジテレビ）の視聴者であり、雛形あきこのファンであった中学生時代に『めちゃモテ』に苦情を送りつける。苦情の表題として「挑戦状」と記し、岡村隆史が雛形に対しセクハラまがいの言動を行っていた事を不快に感じていたという事が述べられ、別の用紙には大きな字で「来い!岡村!」（岡村という字の振り仮名として”バカ”と併記）と岡村を挑発する内容のものであった。
これを『めちゃモテ』側が取り上げ、企画「ヨモギダ少年愚連隊」を開始。岡村は「来い!」と言われたからには行くとしてヨモギダを懲らしめに行くという態度で実際にヨモギダの住む茨城県の家へ矢部浩之らと共に向かう。実際に訪れた岡村を前にしてヨモギダは苦情の通りの怒りの表情を見せて戦う姿勢で臨むも、矢部の仲裁によりヨモギダの家の中の見学をする事となる。ヨモギダの部屋には多数の雛形のポスター等が貼られてあり、苦情通りの人物であった事を確認した後、ヨモギダへのドッキリとしてナインティナインが雛形をヨモギダの部屋に呼び寄せると、ヨモギダが岡村を抱きしめ和解するという結末で番組を終えた。
ナインティナインと直接的に関わる事になったきっかけは岡村への苦情であったものの、実際は中学時代からナインティナインの大ファンであったとし、『めちゃモテ』・『めちゃイケ』を一度も欠かさず見ていると述べ『ナインティナインのオールナイトニッポン』も欠かさず聞いている。
後継番組『めちゃ²イケてるッ!』でも「ヨモギダ少年愚連隊」は不定期で継続、ヨモギダ君として『めちゃイケ』の視聴者に知られる存在となる（1996年9月、1999年3月 - 4月、2004年3月 - 4月、2013年2月 - 3月に出演）。
2013年3月、『めちゃイケ』の「ヨモギダ少年愚連隊2013 FINAL卒業」に出演。2009年結婚、スタイリストの妻と妻の連れ子である息子がいる事を紹介。
2015年3月、『めちゃイケ』に2年ぶりに出演。逃亡騒ぎを経て、みちのくプロレスで修行に戻っていた三中元克に整体を施すと同時に、19年間最強素人として愚連隊シリーズで出演していた経験や、その時期の気持ち、今の率直な想いを伝授し、三中を激励（この激励も虚しく、三中はこの数ヶ月後に二度目の脱走騒ぎを起こし企画を打ち切りさせ、その咎により番組からも降板）。
2016年4月、『めちゃイケ』に1年1ヶ月ぶりに出演。同番組 20周年企画、「再会郵便局」にて、現在の鍼灸師の先生として働く職場にナインティナイン、雛形が秋に開催予定の20周年パーティの招待状を持って訪れる。
2017年11月25日、『めちゃイケ』に1年7ヶ月ぶりに出演。企画「やべっち寿司」番組出演、インスタグラムで「めちゃイケ」終了を“フライング発表”した、たむらけんじに対して、11月4日、自身のツイッターに、「そろそろ言ってもいいかな たむけんしばく」とツイート、岡村と同じ流れで、番組で柔道対決になって、払い腰で一本で勝利。
上記の2017年11月の放送分が事実上最後の出演となり、2018年3月31日放送の最終回には出演しなかった。

## 出演

### テレビ
- めちゃ²モテたいッ!（フジテレビ、1996年3月・9月）
- めちゃ²イケてるッ!（フジテレビ、1999年3月 - 4月・2004年3月 - 4月・2013年2月 - 3月、2015年3月、2016年4月、2017年11月25日）

### 映画
- パセリ（藤崎翔役）